# Ciudad Acuña
Ciudad Acuña (eller bara Acuña) är en ort och kommun i norra Mexiko och är belägen i delstaten Coahuila, vid floden Río Bravo del Norte (Rio Grande) vid gränsen mot delstaten Texas i USA. Folkmängden uppgår till cirka 140 000 invånare.
Staden grundades 27 december 1877 under namnet Garza Galán, ett namn som ändrades till Congregación las Vacas 1884, Villa Acuña 1912 och till slut Ciudad Acuña den 16 september 1951. På andra sidan gränsen mot USA ligger staden Del Rio.